# Canto di Natale - Il film
Canto di Natale - Il film (Christmas Carol: The Movie) è un film d'animazione del 2001 diretto da Jimmy T. Murakami e vanta le voci al doppiaggio di attori del calibro di Kate Winslet, Nicolas Cage, Michael Gambon e Simon Callow nel ruolo di Ebenezer Scrooge.

## Trama
Il film inizia con una sequenza ambientata a Boston intorno al 1857. La trama è tratta dal racconto di Charles Dickens nel quale Ebeneezer Scrooge, vecchio avido e scontroso, incontra l'ex partner Jacob Marley (ormai defunto) e tre fantasmi di altrettanti Natali (Passato, Presente e Futuro). Grazie a questi incontri capisce cosa ne sarà di lui in futuro, e cambierà vita per vivere pienamente il Natale.